# 516 (numero)
Cinquecentosedici (516) è il numero naturale dopo il 515 e prima del 517.

## Proprietà matematiche
- È un numero pari.
- È un numero composto con 12 divisori: 1, 2, 3, 4, 6, 12, 43, 86, 129, 172, 258, 516. Poiché la somma dei suoi divisori (escluso il numero stesso) è 716 < 516, è un numero abbondante.
- È un numero di Harshad.
- È un numero rifattorizzabile.
- È un numero intoccabile.
- È un numero nontotiente (per cui la equazione φ(x) = n non ha soluzione).
- È parte delle terne pitagoriche (215, 516, 559), (387, 516, 645), (516, 688, 860), (516, 1505, 1591), (516, 1813, 1885), (516, 3680, 3716), (516, 5535, 5559), (516, 7387, 7405), (516, 11088, 11100), (516, 16637, 16645), (516, 22185, 22191), (516, 33280, 33284), (516, 66563, 66565).

## Astronomia
- 516 Amherstia è un asteroide della fascia principale.
- NGC 516 è una galassia lenticolare della costellazione dei Pesci.

## Astronautica
- Cosmos 516 è un satellite artificiale russo.